# Étienne de Givry
Étienne de Givry né à Givry-lès-Loisy et décédé à Troyes en 1426, fut un prélat catholique français, évêque de Troyes.

## Biographie
Sa famille est peu connue mais il brille par ses connaissances et se lie à la famille de Dormans. Conseiller clerc à Paris depuis vingt années. Élu au siège épiscopal en 1395, il fut l'envoyé du roi à Marseille auprès du pape Benoit. Il fut l'exécuteur testamentaire de Guillaume de Dormans, famille de laquelle il était proche. Il fut présent à l'assemblée des députés qui était présidée par la Patriarche latin d'Antioche pour régler l'affaire des annates et qui se tenait dans le réfectoire des dominicains de Troyes.
Il décède le 26 avril 1426 à l'âge de quatre-vingt-douze ans et repose devant l'autel de la cathédrale au côté de Jean d'Auxois.

## Pour approfondir